# Abu Dhabi Plaza
Abu Dhabi Plaza (en kazajo: Абу Даби Плаза; en ruso: Абу Даби Плаза) es un complejo de edificios de uso mixto situado en el centro de Nursultán, la capital de Kazajistán. La torre más alta de Abu Dhabi Plaza es el edificio más alto de Kazajistán y de Asia Central. El 11 de junio de 2009, tras dos años en fase diseño, Kazajistán y los Emiratos Árabes Unidos firmaron un acuerdo para la construcción de Abu Dhabi Plaza.
Abu Dhabi Plaza está compuesto por cinco edificios cuya superficie total supera los 500 000 m². La torre más alta tiene 311 metros de altura y 75 plantas, que albergan oficinas y apartamentos. El complejo también incluye dos torres de oficinas de 29 y 31 plantas, respectivamente, y una torre residencial de 15 plantas. El quinto edificio del complejo es un hotel de 14 plantas.
El centro comercial de Abu Dhabi Plaza fue inaugurado el 2 de diciembre de 2019. Tiene dos niveles de tiendas y restaurantes con una superficie total de 26 600 m².